# Хуманитарна криза
Хуманитарна криза е събитие или поредица от събития, които представляват огромна заплаха за здравето или съществуването на голяма група хора (или цяло общество). Обикновено хуманитарните кризи засягат значителни части от населението на една или повече държави върху голяма площ. Войни, епидемии или природни бедствия могат да предизвикат (или са съпроводени) от хуманитарна криза. Примерите са много - Цунамито в Югоизточна азия през 2004, войната в Ирак или кризата в Дарфур.